# Eichtransformation
Eine Eichtransformation verändert die Eichfelder einer physikalischen Theorie (z. B. die elektromagnetischen Potentiale oder die potentielle Energie) dergestalt, dass die physikalisch wirksamen Felder (z. B. das elektromagnetische Feld oder ein Kraftfeld) und damit alle beobachtbaren Abläufe dabei die gleichen bleiben. Dies wird als Eichfreiheit bezeichnet.
Man unterscheidet:
- globale Eichtransformationen: sie werden an jedem Ort mit gleichem Wert durchgeführt, z. B. die Verschiebung des Nullpunkts der potentiellen Energie, die Wahl des Referenzpotentials bei der Messung elektrischer Spannungen, ein konstanter Phasenfaktor an der komplexen Wellenfunktion der Quantenmechanik.
- lokale Eichtransformationen: dabei werden die Veränderungen an einem Parameter nicht durch einen einzigen Wert bestimmt, sondern mit Hilfe einer örtlich und/oder zeitlich variierenden Funktion.

Eine physikalische Wirkung, die invariant unter lokalen Eichtransformationen ist, wird als eichinvariante Wirkung bezeichnet. Eine Theorie, die nach dem Prinzip der kleinsten Wirkung aus einer eichinvarianten Wirkung die physikalischen Bewegungsgleichungen gewinnt, wird als Eichtheorie bezeichnet. Alle fundamentalen Wechselwirkungen – Gravitation, Elektromagnetismus, schwache Wechselwirkung (Beta-Zerfall des Neutrons) und die
starke Wechselwirkung (Kernkräfte) – werden durch solche Eichtheorien beschrieben.
Nach dem Noether-Theorem weist die einer Eichtransformation zugrundeliegende Symmetrie auf die Existenz einer Erhaltungsgröße hin.

## Elektrodynamik
Die Elektrodynamik ist invariant unter der Eichtransformation
{\displaystyle \phi '({\vec {r}},t)=\phi ({\vec {r}},t)-{\frac {\partial }{\partial t}}\Lambda ({\vec {r}},t)\ ,}
{\displaystyle {\vec {A}}'({\vec {r}},t)={\vec {A}}({\vec {r}},t)+\operatorname {grad} \Lambda ({\vec {r}},t)\ ,}
welche das elektrische Potential {\displaystyle \phi } und das magnetische Potential {\displaystyle {\vec {A}}}
um die partiellen Ableitungen einer beliebig wählbaren Funktion {\displaystyle \Lambda } ändert.
Diese Transformation ändert weder das Magnetfeld
{\displaystyle {\vec {B}}=\operatorname {rot} {\vec {A}}}
noch das elektrische Feld
{\displaystyle {\vec {E}}=-\operatorname {grad} \phi -{\frac {\partial }{\partial t}}{\vec {A}}}
Zur Definition von {\displaystyle \operatorname {grad} } und {\displaystyle \operatorname {rot} } siehe Gradient und Rotation.

### Auswirkung auf die Wellenfunktion (Quantenmechanik)
Sei die Wellenfunktion {\displaystyle \psi ({\vec {r}},t)} eine Lösung der Schrödingergleichung
{\displaystyle i\hbar {\frac {\partial }{\partial t}}\psi ({\vec {r}},t)=\left[{\frac {1}{2m}}\left({\hat {\mathbf {p} }}-q\mathbf {A} ({\vec {r}},t)\right)^{2}+\phi ({\vec {r}},t)\right]\psi ({\vec {r}},t)\,} eines Teilchens der Ladung {\displaystyle q} und Masse {\displaystyle m} für die Potentiale {\displaystyle {\vec {A}}} und {\displaystyle \phi } (siehe oben).
Dann ist {\displaystyle \psi '({\vec {r}},t):=\psi ({\vec {r}},t)\cdot e^{-{\frac {iq}{\hbar }}\Lambda ({\vec {r}},t)}} eine Lösung der Schrödingergleichung
{\displaystyle i\hbar {\frac {\partial }{\partial t}}\psi '({\vec {r}},t)=\left[{\frac {1}{2m}}\left({\hat {\mathbf {p} }}-q\mathbf {A'} ({\vec {r}},t)\right)^{2}+\phi '({\vec {r}},t)\right]\psi '({\vec {r}},t)\,} des Teilchens für die eichtransformierten Potentiale.
Die beiden Wellenfunktionen {\displaystyle \psi ({\vec {r}},t)} und {\displaystyle \psi '({\vec {r}},t)} haben dabei für alle {\displaystyle {\vec {r}}} und {\displaystyle t} jeweils denselben Betrag, weil {\displaystyle \left|e^{-{\frac {iq}{\hbar }}\Lambda ({\vec {r}},t)}\right|=1}.

## Beispiele
Eichtransformationen können genutzt werden, um Berechnungen zu vereinfachen.
Die Beispiele verwenden das Maßsystem mit {\displaystyle c=1}.

### Lorenz-Eichung
Durch die nach Ludvig Lorenz benannte Eichtransformation mit einer Eichfunktion {\displaystyle \psi \ }, die
{\displaystyle \nabla ^{2}\psi -{\frac {\partial ^{2}}{\partial t^{2}}}\psi =-\left(\nabla \cdot {\vec {A}}+{\frac {\partial }{\partial t}}\phi \right)}
erfüllt, werden die inhomogenen Maxwellgleichungen zu zwei unabhängigen Wellengleichungen von {\displaystyle \phi \ } und {\displaystyle {\vec {A}}}.

### Coulomb-Eichung
Erfüllt die Eichfunktion {\displaystyle \psi } hingegen
{\displaystyle \nabla ^{2}\psi =-\nabla \cdot {\vec {A}}\ ,}
so hilft die Transformation, das Skalarfeld {\displaystyle \phi } gerade zum Coulomb-Potential der Ladungen zu transformieren; {\displaystyle \phi } erfüllt dann die elektrostatische Poissongleichung.

## Allgemeine Relativitätstheorie
Ebenso ist die Allgemeine Relativitätstheorie eine Eichtheorie, deren Eichtransformation neue Koordinaten als frei wählbare Funktionen der bisherigen Koordinaten festlegt:
{\displaystyle x'^{\mu }=x'^{\mu }(x^{\mu })\ .}
Die Wirkung der Allgemeinen Relativitätstheorie ändert sich unter dieser Eichtransformation nicht.